# 法拉盛大地球仪
40°44′47″N 73°50′41″W / 40.746426°N 73.844819°W
大地球儀（英語：Unisphere）是位於美國紐約皇后區法拉盛草原可樂娜公園內的大型裝置藝術，是一座巨型不锈钢地球仪；球體高140英尺（43），直徑120英尺（37），為世界上最大的地球儀。地球仪下方則圍繞著96座喷泉。
大地球儀由景觀設計師吉爾莫爾·大衛·克拉克設計，由於美國當時處於二次大戰後經濟與科技發展的顛峰，登陸月球的夢想即將實現，為了慶祝太空時代的開始，這座大地球儀被構思及構建為1964-1965年纽约世界博览会的标志建築。世博会的主题是“通过理解实现和平”（Peace Through Understanding），大地球仪则代表了全球相互依存的主题，其寓意为“人类在膨胀的宇宙中不断缩小的地球上所取得的成就”，也象征了世界和平。
目前大地球儀已被視為皇后區以至於全紐約市的重要地標，多部電影均曾在該地取景，1995年5月10日，紐約市地標保護委員會授予該地球儀官方地標地位。

## 历史

### 建造
|  |

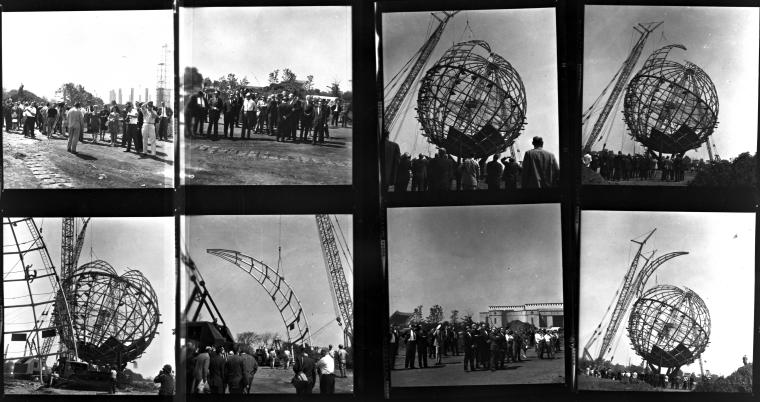
1960年代在建的大地球仪。

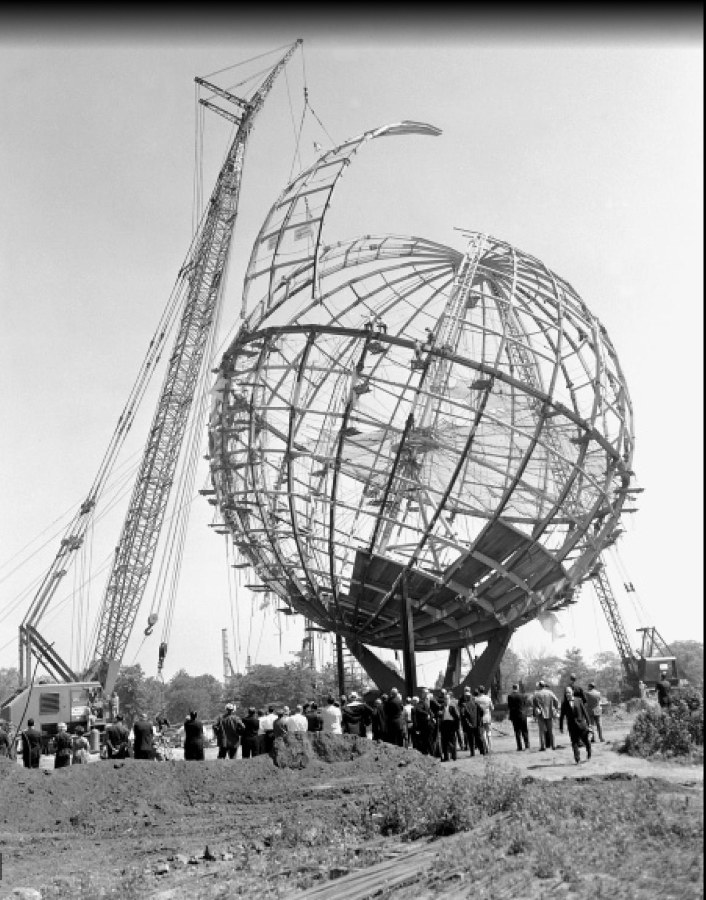
起重机将大地球仪的最后一部分吊装就位，以完成主体结构

法拉盛草原可乐娜公园以前是皇后区一座垃圾堆，后用于1939年纽约世界博览会。世博会结束后，它改作公園使用。1959年，法拉盛草原獲选为1964年世界博览会的场地。上次世博会的布局设计师吉尔莫尔·大卫·克拉克和迈克尔·拉普阿诺（Michael Rapuano）被留下来，为新的世博会，对1939年原始的公园布局进行量身定制。:3纽约市公园的专员罗伯特·摩西是世博会公司（World's Fair Corporation）的总裁。在世博会结束后，该公司从市里租下了公园，一直租到1967年。
1961年2月，摩西宣布了大地球仪计划，并于次年发布了拟议工作的模型。在最初的概念性设计中，景观设计师将其设计为铝制、带金属网格的物体。它由彼得·穆勒-芒克合伙人的工业设计师进行了进一步的工业设计，细化为不锈钢构件，并由美国钢铁公司的子公司美国桥梁公司进行工程制造。
该球体在110天内建成。最后一块陆地在1963年8月13日安装。

### 世博会
在1964年世博会上，夜晚的梦幻灯光带来的日出效果在整个地球表面移动。此外，各国的首都以灯光标示出来。其中一盏灯放置在卡纳瓦克印第安人保留地的位置，莫霍克的工人要求放在这里，以纪念他们的劳动。
1966年，世博会结束后，美国钢铁公司捐赠了100,000美元，使大地球仪成为法拉盛草原可乐娜公园的永久景点。

### 修复
1989年，纽约市公园休闲局宣布投资数百万美元，对法拉盛草原可乐娜公园进行修复。工程包括完全修复大地球仪。1993年工程动工，包括大量的结构修复，以及清除钢结构上多年积聚的污垢。自1970年代起关闭的喷泉也進行更换，并安装了新的泛光灯。此外，旁边的两个草坪为玫瑰花园。修复工作于1994年5月完成。当年，皇后区的年度建筑奖将最佳修复奖授予了大地球仪。
1995年5月，纽约市地标保护委员会将大地球仪确认为正式的城市地标。
在斥资200万美元对泵、阀和油漆进行修复后，大地球仪的喷泉于2010年8月12日重新开放。此外，其它网站称，地球仪及其周围环境，包括其倒影池和喷泉，已进行了翻新，费用为300万美元。在2010年布鲁克林/皇后区龙卷风中，代表斯里兰卡的陆地从大地球仪上被吹落；那一块在第二年又重新安装。

## 设计

### 球体
大地球仪是世界上最大的地球仪，直径120英尺（37），高140英尺（43），重700,000英磅（317,515）。但有些来源称，大地球仪的重量为900,000英磅（408,233），其中包括了100短噸（91公噸）的倒三脚架底座。球体由304L型不锈钢构造而成。位于水牛城的刚性金属公司（Rigidized Metals Corporation）使用特殊的纹理图案制作了球体上的各大洲。该纹理是专为这个建筑项目而开发的，命名为“1 UN”，代表“1 Unisphere”。
三个大型的不锈钢轨道环以不同的角度环绕着大地球仪。这些轨道环被认为代表着第一个进入太空的人尤里·加加林、第一个绕地球轨道的美国人约翰·格伦和第一个主动通讯卫星电星1号的轨道。实际上，早期的设计是，世博会时所有的十二颗人造卫星，每颗都有一个环。但事实证明这不切实际，不仅因为卫星数量和它们的轨道高度，还因为对地静止卫星并不存在一条轨道。结果，出于美学原因选择了象征性的数字3。

### 水池和喷泉
大地球仪位于一个大的圆形倒影池的中心，周围环绕着一圈喷泉。96个喷头成对布置，设计是用来遮挡地球仪的三脚架底座的。该设计想要达到的效果是，使大地球仪看起来好像漂浮在太空中。

### 结构基础
大地球仪建在支撑1939年纽约世界博览会封闭球的结构基础上。1937年，在最初的封闭球建设期间，需要特别考虑法拉盛草原的沼泽土质。封闭球和后来的大地球仪使用的是同一个平台，其基础使用了528根95至100英尺（29至30）长的压力矿物杂酚油花旗松木桩。在建造大地球仪之前，对三根木桩进行了结构完整性测试，结果发现它们在整个长度上结构都是完好的。

## 類似地球仪
马里兰休闲世界的正门有一座类似的金属地球仪。巴基斯坦伊斯兰堡使馆区的宪法大道上也有一座类似的地球仪。法国的圣特罗佩也有一座。

## 攀爬大地球仪
1976年，乔治·威利格（号称“飞人”[Human Fly]，后来又爬上了世界贸易中心）和杰瑞·休伊特（Jerry Hewitt）共同爬上了大地球仪，这是由保罗·霍恩斯坦（Paul Hornstein）执导的名为《第三块石头》（The Third Stone）的短片的一部分。之后没有人再爬上大地球仪，直到2019年9月6日，气候活动家组织反抗灭绝的成员格伦·施莱尔（Glen Schleyer）爬上大地球仪，悬挂横幅以抗议2019年亚马逊雨林野火。他选择大地球仪是因为，它庆祝了世博会的主题——“通过理解实现和平”。

## 在流行文化中
大地球仪已作為许多电影和电视剧的背景，包括电影《黑超特警組》、《法律与秩序：犯罪意图》第6季的一集、《风琴飞行》的音乐号，《黑雨》的开头和美国情景喜剧《皇后之王》的开场白。世博会的场地和一些展览是加里·辛尼斯的系列剧《CSI犯罪现场：纽约》在几集中反复出现的一个主题，最后一次出现是在第6季第9集《曼哈顿悬日》中，而大地球仪则被作为显著特色。在漫威电影宇宙的《钢铁侠2》、《美国队长》和《蜘蛛侠：英雄归来》中，都在大地球仪举办了史塔克博览会（Stark Expo）。

## 圖集

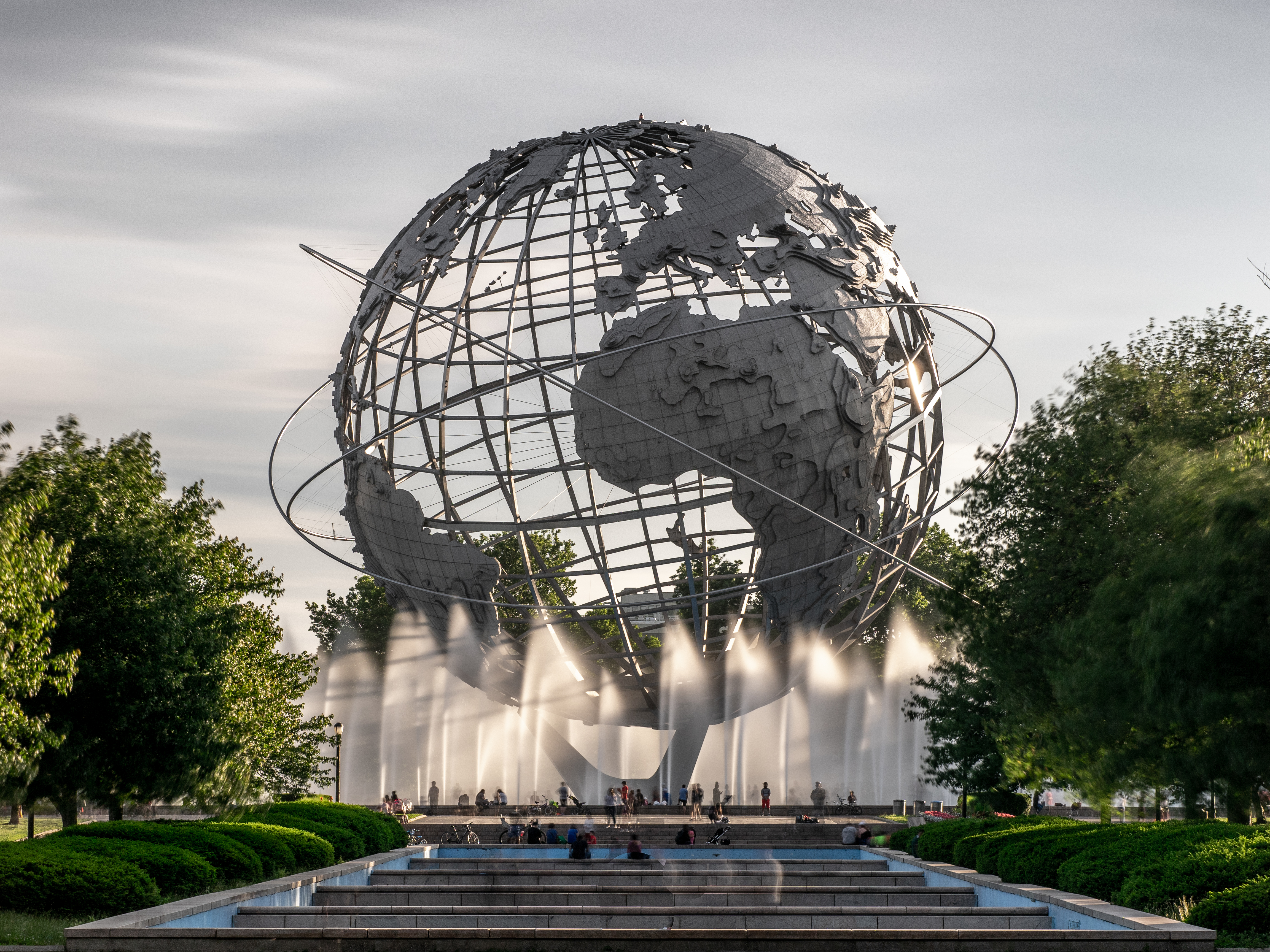
2018年夏
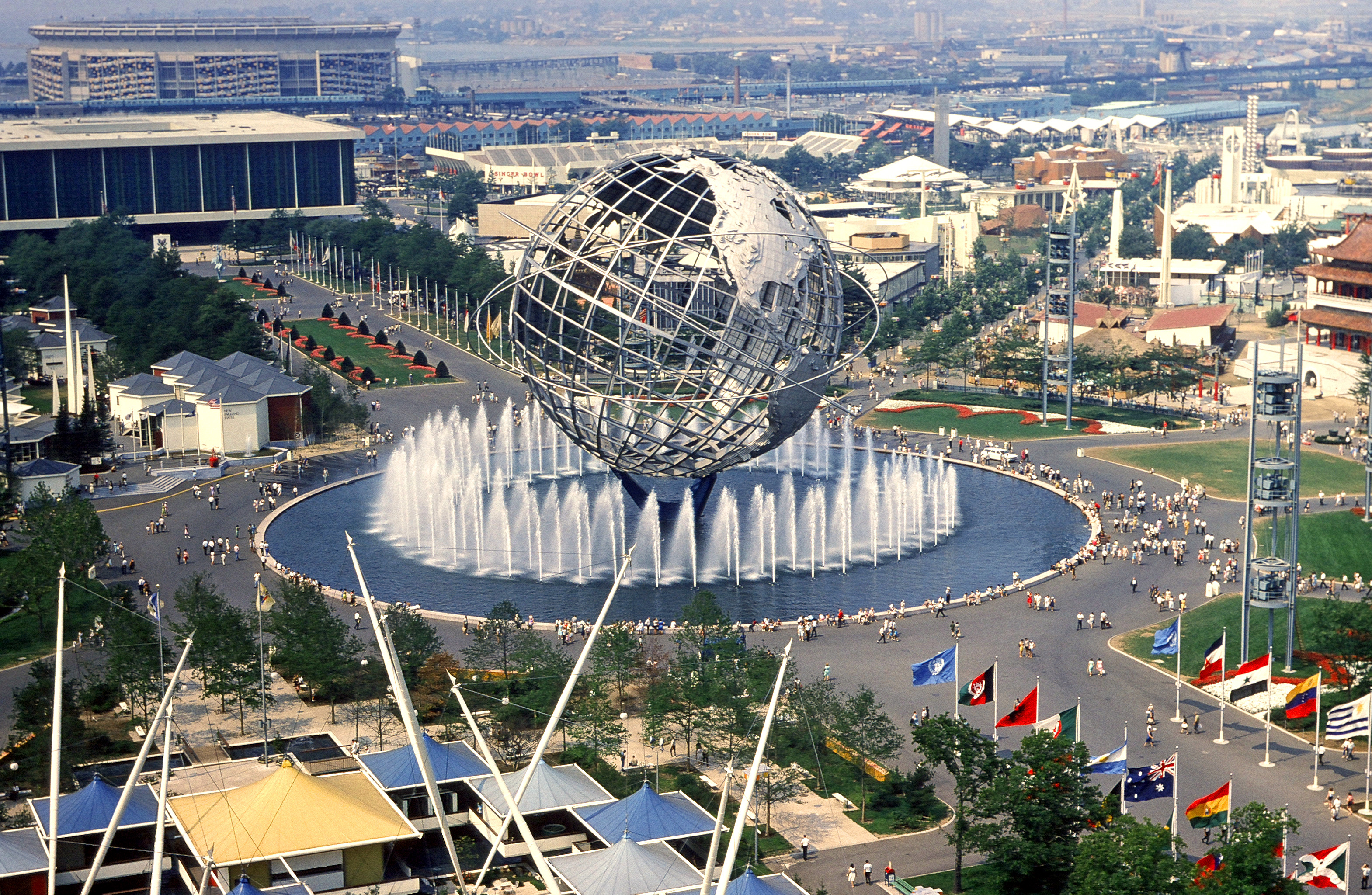
大地球儀於1964年世界博覽會
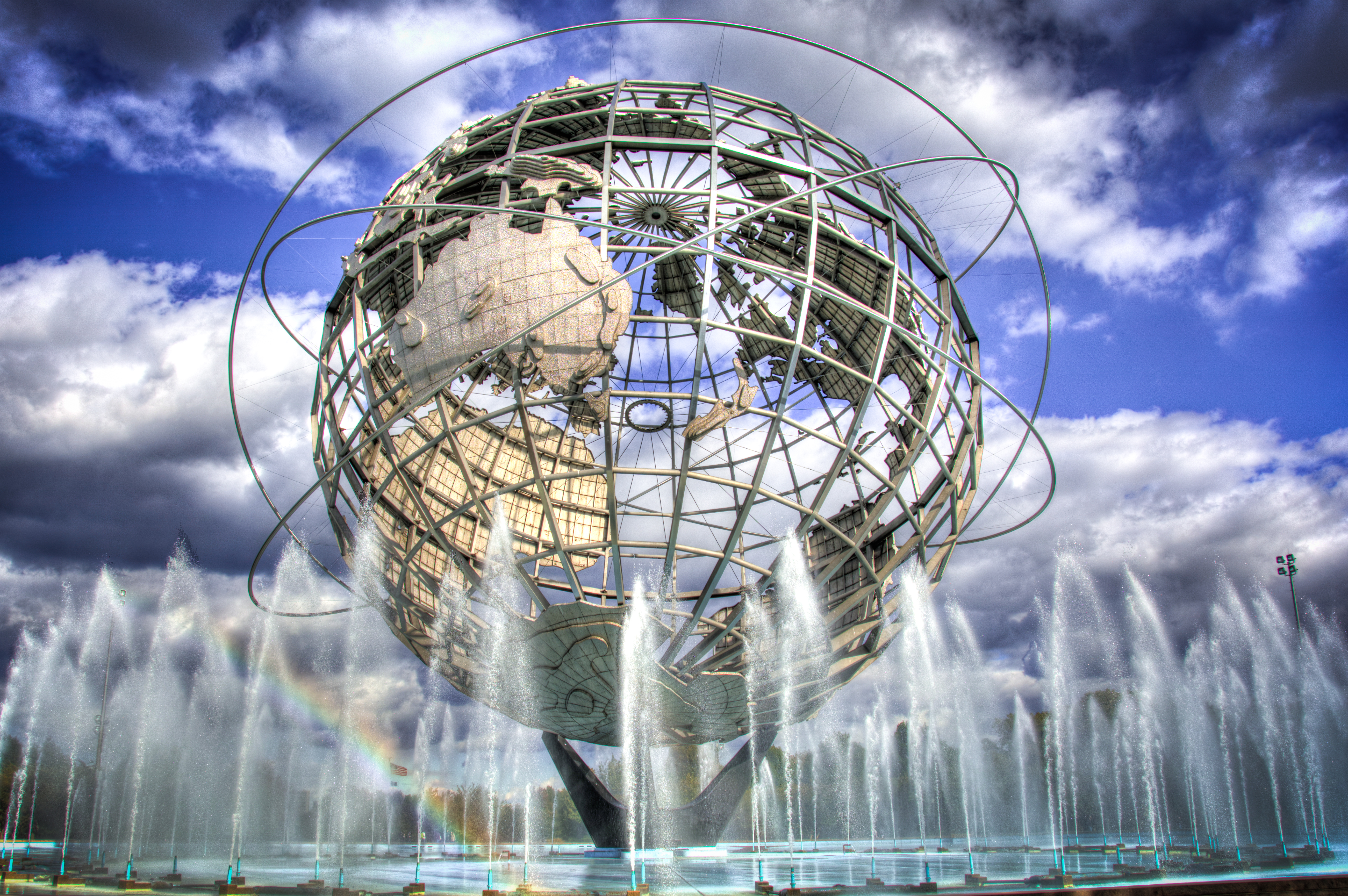
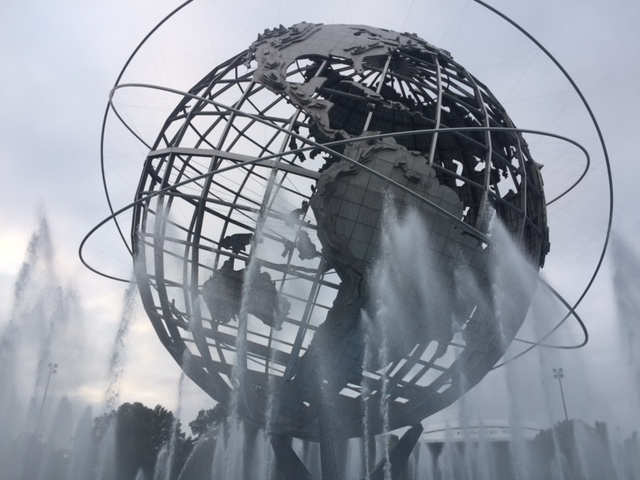
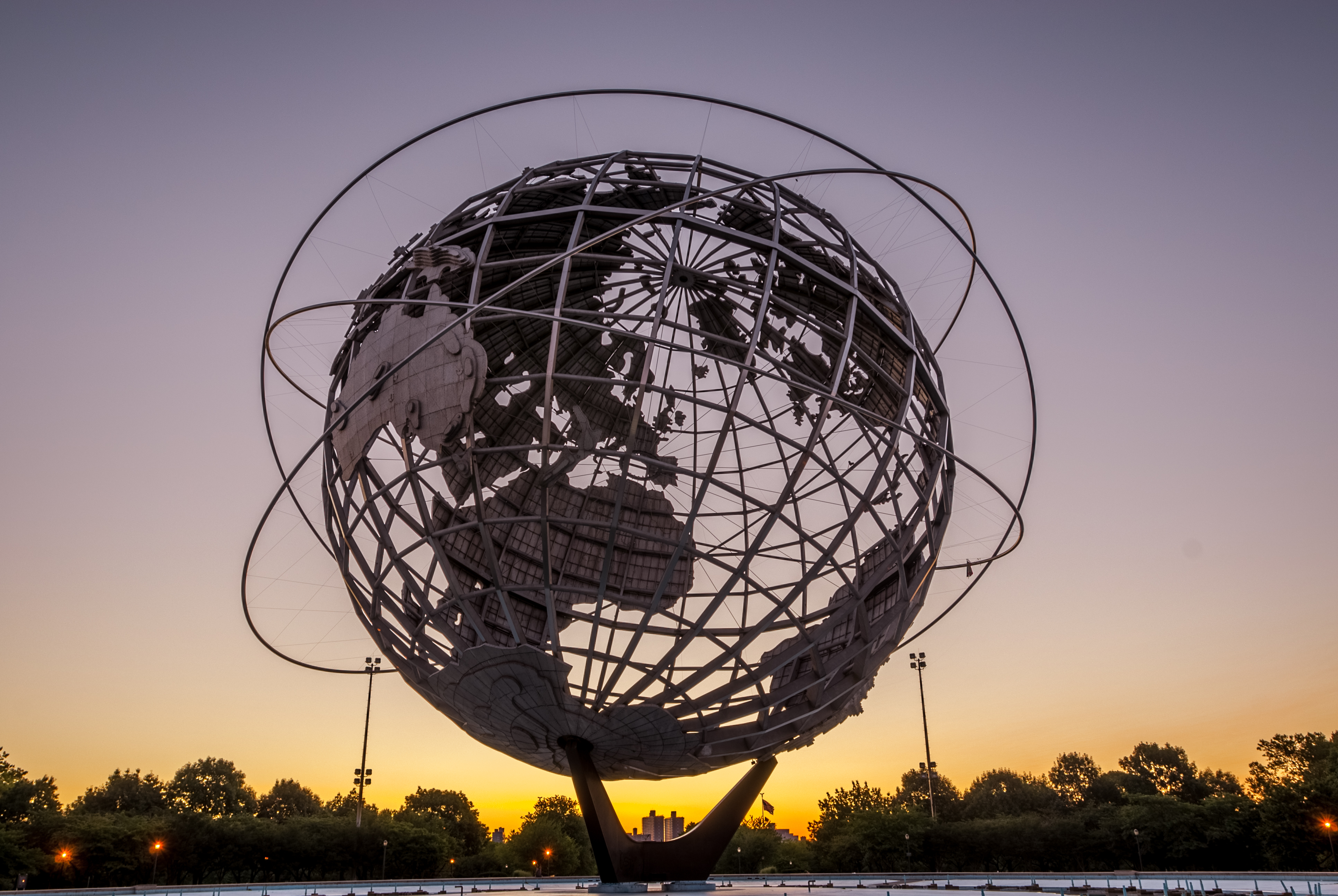
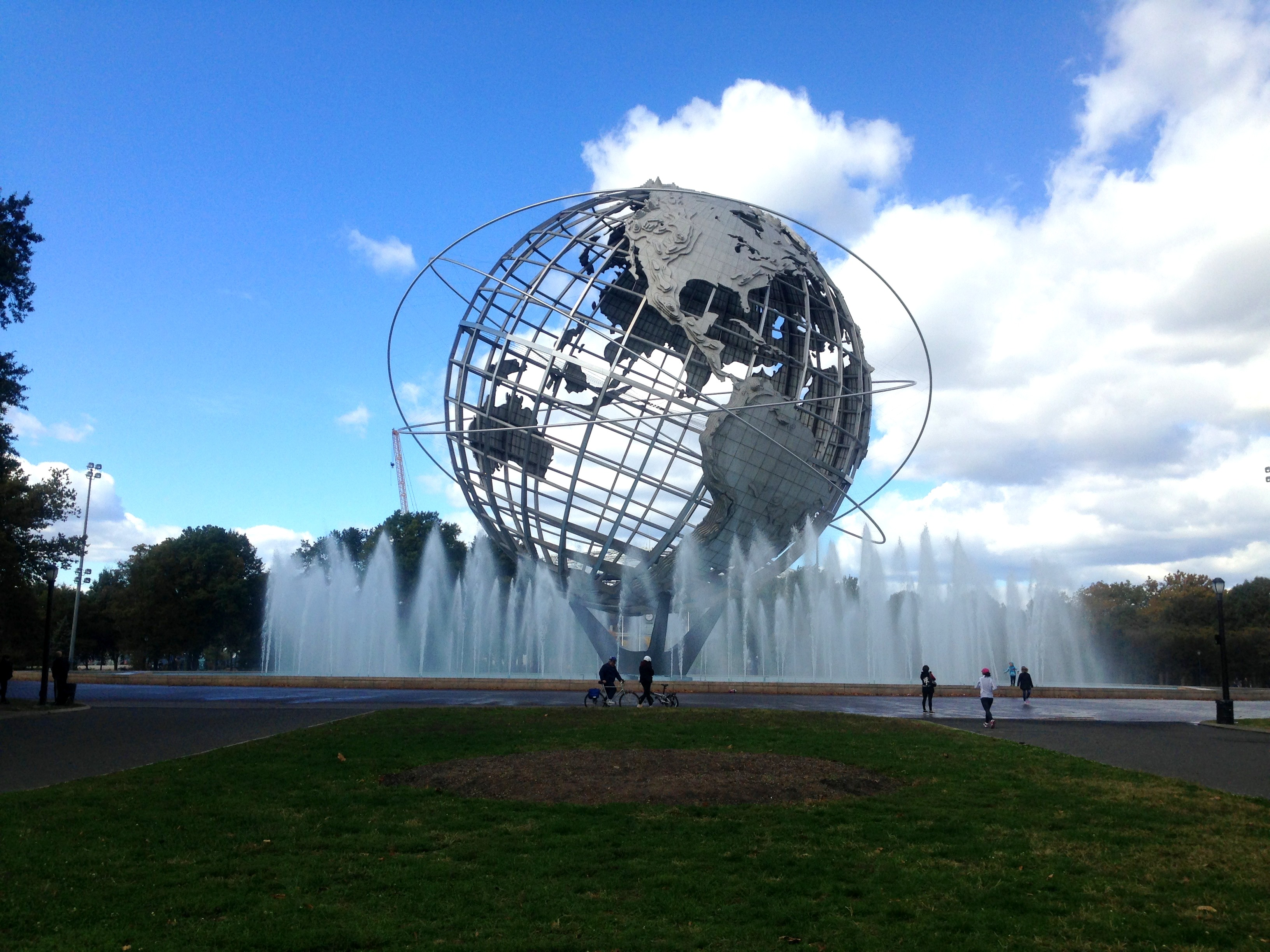
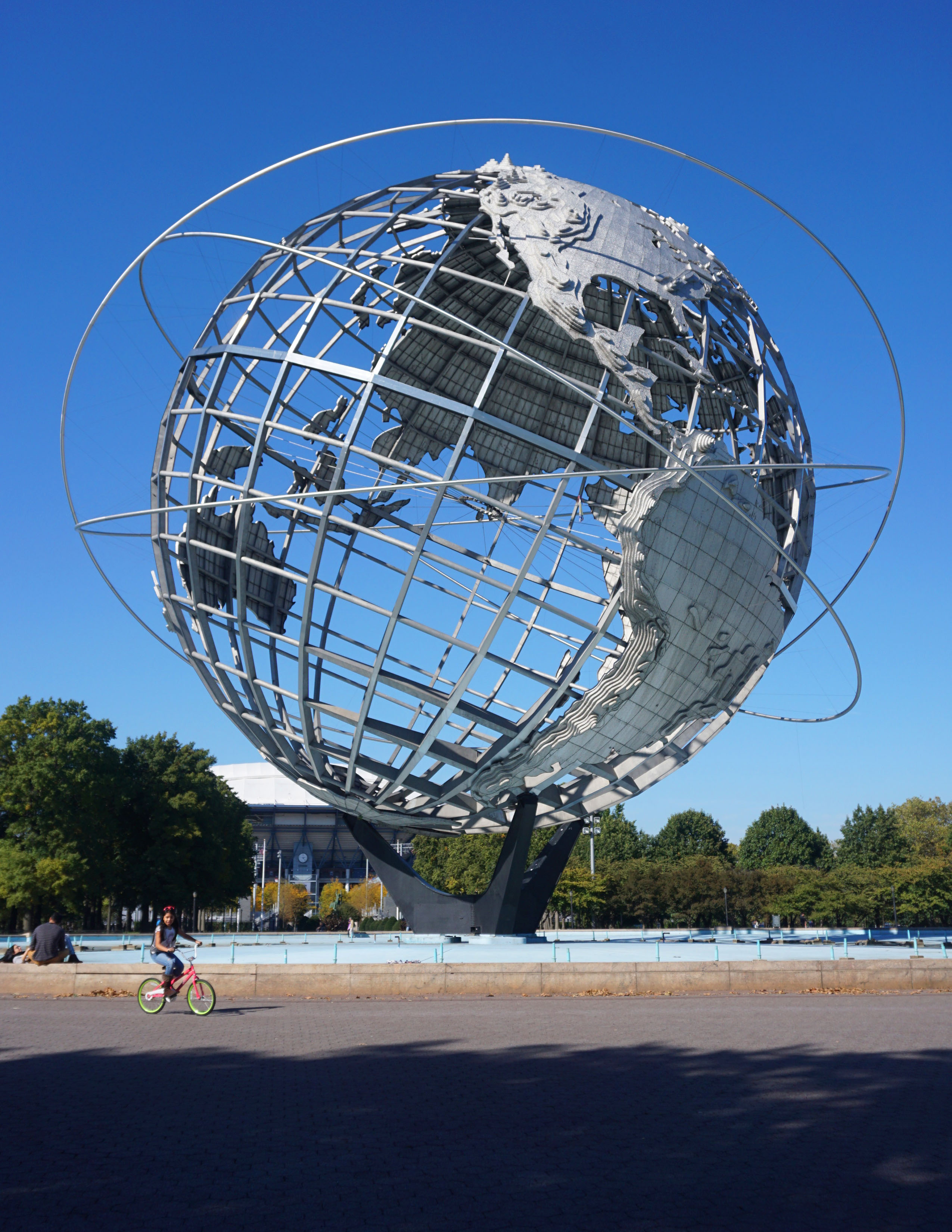
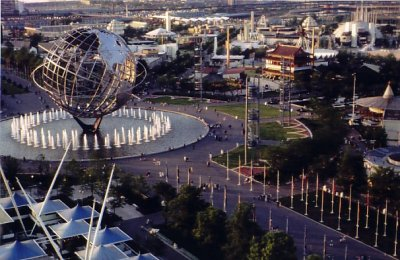
当时新建的大地球仪在1964–1965年世博会期间
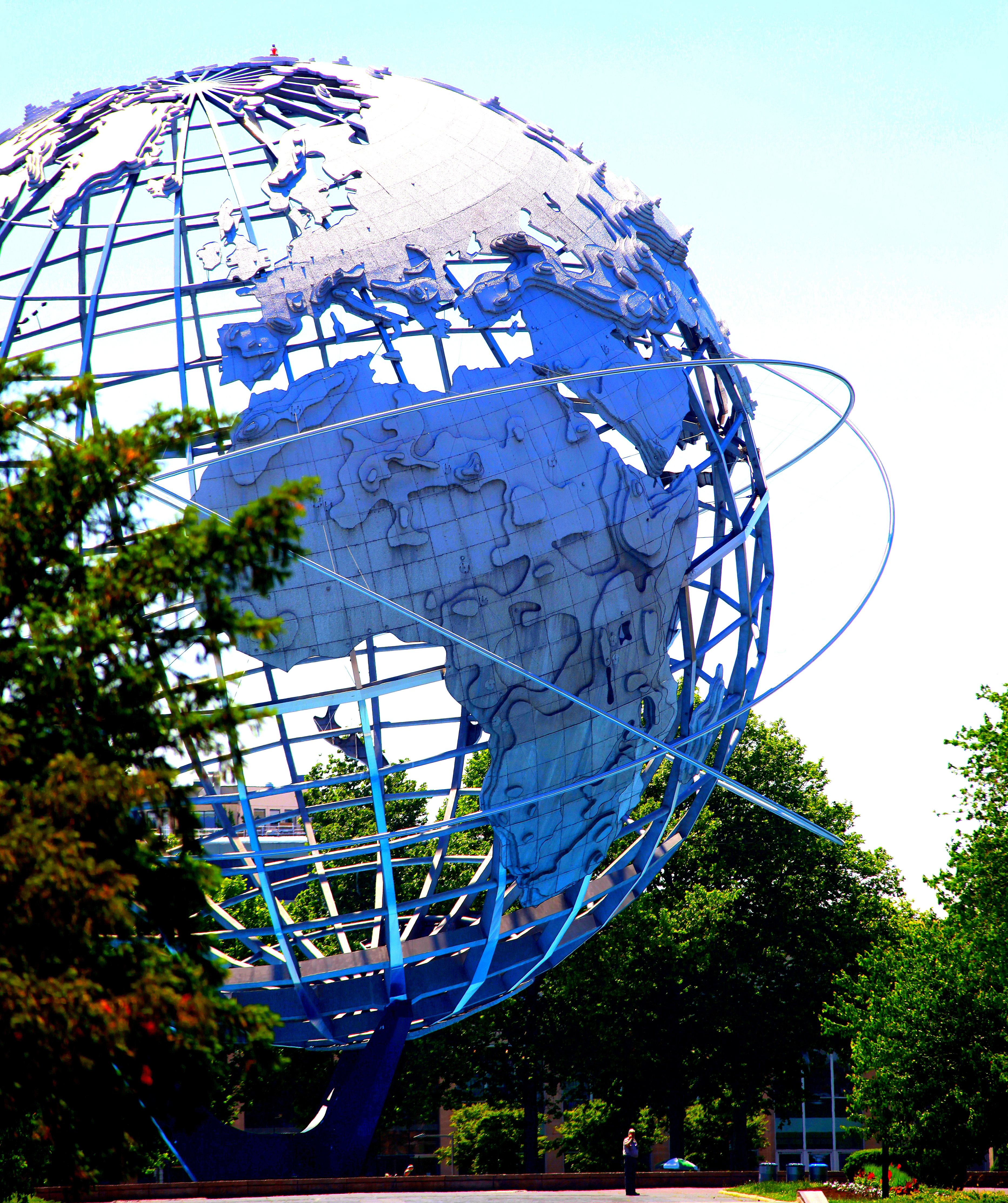
非洲特写

## 外部連結
- nywf64.com（1964/1965纽约世界博览会网站）大地球仪在世博会上的故事 （页面存档备份，存于）（英文）
- 大地球仪地标认定报告（PDF） （页面存档备份，存于）（英文）
- 大地球仪的图片 （页面存档备份，存于）（英文）
- 互联网档案馆：《大地球仪：地球上最大的世界》（1964年），关于创造大地球仪的电影 （英文）
- 《大地球仪：地球上最大的世界》在Cinemaniacal上（英文）
- 互联网档案馆：纽约世界博览会，1964/03/02（1964），以大地球仪为特色的新闻媒体。（英文）